# Vlag van Irak
De vlag van Irak is een rood-wit-zwarte driekleur met in de witte baan de tekst الله أَكْبَر ("Allahu Akbar" - "God is Groot"). Deze tekst is in Koefisch schrift in het Arabisch geschreven; men moet dit dus van rechts naar links lezen. De hijszijde van de vlag is zoals bij veel Arabische vlaggen aan de rechterkant. Irak gebruikt de huidige vlag sinds 22 januari 2008.

## Geschiedenis

Vlag van Irak, 1921-1959

Vlag van Irak, 1959-1963

Vlag van Irak, 1963-1991

Vlag van Irak, 1991-2004

Vlag van Irak, 2004-2008

Deze vlag werd niet geaccepteerd

Sinds de oprichting van Irak in 1921, toen het land zijn onafhankelijkheid van het Verenigd Koninkrijk verkreeg, heeft Irak zes verschillende vlaggen gehad.

### 1921-1959
De originele vlag van Irak werd aangenomen in 1921, na de onafhankelijkheid. Het was een zwart-wit-groene horizontale driekleur, met een rode driehoek of trapezoïde met twee zevenpuntige sterren aan de mastkant. Deze punten stelden de twee volken arab en kurd van het koninkrijk voor. De kleuren van de vlag waren gekozen door de Hasjemitische leiders van de Arabische opstand.

### 1959-1963
Nadat Qassem's revolutie in 1958 de monarchie had omvergeworpen, nam Irak in 1959 een zwart-wit-groene verticale driekleur aan, met in het midden een acht-puntige ster met een gele cirkel in het centrum.

### 1963-1991
Nadat het Qassem-regime was omvergeworpen, werd een nieuwe vlag in juli 1963 vastgesteld. De drie sterren verwezen oorspronkelijk naar de voorgestelde unie met Egypte en Syrië, de zogenaamde Verenigde Arabische Republiek, die op dat moment beide twee sterren in het midden van hun vlag hadden. De Unie viel echter uiteen, alleen de drie sterren op de vlag herinnerden aan de unie.

### 1991-2004 en 2004-2008
Het ontwerp van de daaropvolgende vlag werden aangenomen op 14 januari 1991. De drie sterren kregen een andere betekenis. Ze verwezen niet langer naar de drie landen van de Verenigde Arabische Republiek (zie boven), maar naar de drie motto's van de Ba'ath-partij: eenheid, vrijheid en socialisme.
Saddam Hoessein besloot om de woorden "Allahu Akbar" (God is Groot) tussen de sterren te zetten in zijn eigen handschrift, in een poging om de rest van de islamitische wereld achter zich te krijgen, net voor de Eerste Golfoorlog. De leuze is in groen Arabisch schrift, met 'Allahu' rechts van de middelste ster en 'Akbar' links daarvan.

Deze vlag zou, na de val van Saddam, op 28 juni 2004 vervangen worden door een exemplaar waarin de letters niet meer in Hoesseins handschrift geschreven waren, maar in Koefisch schrift. Die vlag bleef tot 22 januari 2008 in gebruik.

### Het ontwerp dat het niet haalde
Op 26 april 2004 introduceerde de Iraakse interim-regering een nieuwe vlag voor het Irak van na Saddam. De vlag was ontworpen door de Iraakse kunstenaar Rifat al-Chaderchi (waarschijnlijk de jongere broer van Nasseer al-Chaderchi, lid van de Voorlopige Iraakse Regeringsraad) en was gekozen uit ongeveer dertig inzendingen.
De vlag is wit met twee evenwijdige blauwe banden onderaan en een gele ertussenin. De twee blauwe banden symboliseren de Tigris en de Eufraat, terwijl de gele band de Koerdische minderheid in Irak voorstelt. In het midden van het veld is een islamitische maan die lichtblauw is.
Er kwam veel negatieve kritiek op het voorstel. De vlag lijkt niet op bestaande Arabische vlaggen, die meestal uit rood, groen, zwart en wit bestaan, waarbij groen en zwart de islam symboliseren (groen zou de lievelingskleur van Mohammed zijn geweest) en rood het Arabische nationalisme uitbeeldt. Voorts zou het kleurenpatroon lijken op dat van de vlag van Israël. Anderen vielen over het weglaten van de leuze "Allahu Akbar". Uiteindelijk haalde deze vlag het niet.

### Een jaar van omschakeling
Het Iraakse parlement heeft dinsdag 22 januari 2008 een wet aangenomen die het land een jaar de tijd geeft een nieuwe vlag te ontwerpen en in te voeren.
Op aandringen van de Koerden, die de huidige vlag een pijnlijke herinnering aan het Saddam Hoessein - tijdperk vinden, werd de wet door 110 van de 165 aanwezigen afgevaardigden aangenomen. Totdat de nieuwe vlag er is, wordt er een tussenvorm van de vlag gebruikt. Dat is een versie van de oude vlag, waarvan drie sterren worden verwijderd en de tekst "Allahu Akbar" gehandhaafd blijft.
De beslissing van het parlement moet een dreigend conflict voorkomen over een internationale Koerdische manifestatie in het noorden van Irak. De Koerden hadden aangekondigd dat ze de oude vlag niet zouden hijsen. "Het is onmogelijk om de vlag in zijn huidige verschijning te voeren, ook voor Arabische parlementsleden. Er zijn Koerden vermoord uit naam van deze vlag. Hij moet veranderd worden", zei Mahmoud Othman, een vooraanstaand Koerdisch parlementslid, voordat het voorstel werd aangenomen.
De Koerden wilden de kleur van hun vlag, geel, ook in de nieuwe vlag terugzien. Dat gaat voorlopig niet door. Onder de nieuwe wet verdwijnen wel de drie groene sterren.
De onenigheid over de vlag illustreert de moeizame samenwerking tussen de semi-autonome Koerdische minderheid en de Arabische meerderheid in de regering van premier Nouri al-Maliki. Zo willen de Koerden een deel van het defensiebudget aan hun eigen leger, de Peshmerga, kunnen besteden. Daarnaast willen de Koerden de olierijke stad Kirkoek binnen hun invloedssfeer halen.